# القائد (نجم)
القَائِدُ أو القَايِدُ أو إيتا الدب الأكبر؛ واحد من نجوم كوكبة الدب الأكبر وهو واحد من النجوم السبعة التي تشكل «بنات نعش الكبرى». يقع نجم القائد في أقصى يسار الكوكبة على الخريطة أي أنه طرف ذيل الدب. إنه واحد من ألمع نجوم الكوكبة وهو النجم السابع والثلاثين (37) من حيث اللمعان في السماء حيث يبلغ قدره الظاهري 1,85. يبعد عنا 101 سنة ضوئية وتبلغ كتلته 6 كتل شمسية. نجم القائد هو نجم أبيض مزرق أي أن حرارته تبلغ ما يقارب الـ20,000 كلفن وهذا يعني أنه واحد من أسخن النجوم التي بالإمكان رؤيتها بالعين المجردة.

## اقرأ أيضا
- النجم القطبي
- السها (نجم)